# بي بي سي نيوز
بي بي سي نيوز (بالإنجليزية: BBC News)‏ هو قسم من هيئة الاذاعة البريطانية، المسؤولة عن جمع وإذاعة الأخبار والشؤون الجارية. وتقوم الإدارة الإخبارية في العالم أكبر بث تنظيم ويولد حوالي 120 ساعة من البث الإذاعي والإنتاج التلفزيوني في كل يوم، وكذلك على الإنترنت التغطية الإخبارية، خدمة يحافظ على 44 مكاتب الأنباء الأجنبية ومراسليها تقريبا في جميع دول العالم، 240 بلدا. منذ عام 2004 مدير بي بي سي نيوز هيلين باودن.
وتحتفظ الإدارة ميزانية سنوية £350 مليون باون، ويوجد 3500 شخص في فريق العمل، 2000 منهم من الصحفيين. من خلال اللغة الإنجليزية بي بي سي بي بي سي نيوز المناطق والمراكز الإقليمية في جميع أنحاء إنكلترا، وكذلك تدير البي بي سي مراكز في أيرلندا الشمالية واسكتلندا وويلز. جميع هذه المناطق تعمل على إنتاج برامجها من الأخبار المحلية وغيرها من الشؤون الجارية والرياضة.
وتبث الإذاعة والتلفزيون من عمليات مركز تلفزيون هيئة الإذاعة البريطانية في غرب لندن على الرغم من يتم تعيين للانتقال إلى علامة تجارية جديدة في المرافق الموسعة حديثا وترميم البيت الإذاعة في وسط لندن في عام 2012. مركز تلفزيون منازل جميع المحلي، والانقسامات الأنباء العالمية وعلى شبكة الإنترنت في غضون غرفة الأخبار الرئيسية. ويتم إنتاج البرلمانية التغطية والبث من استوديوهات في ملبانك في لندن.

الشعار السابق بي بي سي نيوز (2008-2019)

وقد اتخذت من نقد لهيئة الإذاعة البريطانية في المملكة المتحدة عموما على شكل اتهامات بالتحيز السياسي من مختلف ألوان الطيف السياسي، على الرغم من أن بي بي سي هي شركة شبه المستقلة التي أذن بها ميثاق الملكي، مما يجعلها مستقلة رسميا من الحكومة. دوليا ومنعت هيئة الإذاعة البريطانية من التقارير من داخل بعض البلدان الذين يتهمون الشركة بالعمل على زعزعة استقرار حكوماتها.
في قسم بي بي سي نيوز 2005 احتفل 50 عاما من نشرات الأخبار. وفاز بي بي سي أخبار الصحفيين والمصورين وبرامج الجوائز خلال العام لتقديم التقارير، وخاصة من جمعية التلفزيون الملكية.